# Ruffneck (Full Flex)
Ruffneck (FULL Flex) è un singolo realizzato dal produttore discografico e disc jockey statunitense Skrillex. Secondo estratto dal quarto EP di Moore More Monsters and Sprites.

## Videoclip
Diretto da Tony T. Datis. In un centro commerciale, un uomo travestito da Babbo Natale ha un attacco di panico mentre parla con i bambini (a causa di alcune droghe assunte poco prima). La sicurezza quindi insegue Babbo Natale fino a un piano superiore del centro commerciale dove iniziano a picchiarlo. Dopo diversi secondi in cui viene picchiato dalla sicurezza, Babbo Natale sembra prendere forza e inizia a difendersi. Alla fine riesce a sfuggire alla sicurezza e corre su un balcone esterno, dove si inginocchia e si gode la neve che cade mentre il suo naso inizia a sanguinare.

## Tracce
1. Ruffneck (FULL Flex)